# Can Riera (Bigues)
Can Riera era una masia del poble de Bigues, en el terme municipal de Bigues i Riells, a la comarca catalana del Vallès Oriental.
Formava el veïnat de la Vall Blanca, juntament amb altres masies, totes elles actualment desaparegudes o en ruïnes. Ella mateixa, abandonada i en ruïnes, a començaments del segle xxi va ser enderrocada i al seu lloc es va construir una edificació moderna.
L'indret es troba en el sector nord-oriental del terme municipal, a prop i a ponent de l'actual cementiri municipal de Bigues i Riells i del terme municipal amb l'Ametlla del Vallès. És al sud-oest del Turó de l'Arbocer, al nord-est de Ca l'Isidre de Dalt i al nord-oest de Ca l'Isidret Vell, a la dreta de la capçalera del torrent de Can Riera.